# Грей-Ігл (Міннесота)
Грей-Ігл (англ. Grey Eagle) — місто (англ. city) в США, в окрузі Тодд штату Міннесота. Населення — 330 осіб (2020).

## Географія
Грей-Ігл розташований за координатами 45°49′28″ пн. ш. 94°44′57″ зх. д. / 45.82444° пн. ш. 94.74917° зх. д. (45.824344, -94.749159).  За даними Бюро перепису населення США в 2010 році місто мало площу 0,95 км², уся площа — суходіл.

## Демографія
Згідно з переписом 2010 року, у місті мешкало 348 осіб у 165 домогосподарствах у складі 83 родин. Густота населення становила 366 осіб/км².  Було 189 помешкань (199/км²).
Расовий склад населення:
| - 99,4 % — білих - 0,6 % — азіатів |

До двох чи більше рас належало 0,0 %. Частка іспаномовних становила 0,9 % від усіх жителів.
За віковим діапазоном населення розподілялося таким чином: 22,1 % — особи молодші 18 років, 56,1 % — особи у віці 18—64 років, 21,8 % — особи у віці 65 років та старші. Медіана віку мешканця становила 44,6 року. На 100 осіб жіночої статі у місті припадало 104,7 чоловіків;  на 100 жінок у віці від 18 років та старших — 105,3 чоловіків також старших 18 років.
Середній дохід на одне домашнє господарство  становив 45 274 долари США (медіана — 36 429), а середній дохід на одну сім'ю — 59 738 доларів (медіана — 48 929). За межею бідності перебувало 10,5 % осіб, у тому числі 3,4 % дітей у віці до 18 років та 21,3 % осіб у віці 65 років та старших.
Цивільне працевлаштоване населення становило 139 осіб. Основні галузі зайнятості: виробництво — 18,0 %, освіта, охорона здоров'я та соціальна допомога — 17,3 %, мистецтво, розваги та відпочинок — 14,4 %.